# 藤林保豐
藤林保豐（？－？），本名有說正保、保豊，俗稱藤林長門守 （ふじばやし ながとのかみ），伊賀上忍三家之一的藤林氏當主。藤林氏與服部氏之服部半藏、百地氏之百地丹波並稱伊賀上忍三家。
藤林氏有說原是服部家，逐漸開始獨立，最後形成支流的籐林家。居住於伊賀北部與甲賀邊境相接的湯舟鄉。
配下多甲賀側忍者，於伊賀、甲賀双方皆有影響力。
依籐林家由緒書所載，有受今川義元僱傭之際傳授、武田信玄之軍師山本勘助忍術的記載。
藤林家的忍者生涯、事蹟、家譜一概成謎，殘留曾為伊賀流頭目之記載。
因服部家在初代首領，服部半藏保長仕官足利將軍家後，全族多數離開伊賀忍里而向外仕官。
而服部家多數脫離伊賀忍里後，伊賀忍里實權由百地家所掌握，
因此天正伊賀之亂真正在對抗織田軍的實際上都是百地家所領導。
最令一般人熟知的就是服部半藏正成仕官於德川家康手下。
第二次天正伊賀之亂甲賀多羅尾氏欲藤林氏引入織田氏殘説、亦有傳說藤林正保與織田軍勢戰至最後之百地丹波（三太夫），其實為同一人。
同時也是忍者聖典「萬川集海」編者籐林保武的先祖。

## 登場作品
電影
- 《忍者》（1962年，導演：山本薩夫、主演：伊藤雄之助）
- 《大忍術映画 ワタリ》（1966年，導演：船床定男、原作：白土三平、主演：瑳川哲朗）

小說
- 楠乃小玉《織田信長と岩室長門守》（2016年出版、青心社）

漫画
- 《信長的忍者》